# Geel hoorntje
Het geel hoorntje (Calocera cornea) is een zwam uit de familie Dacrymycetaceae. Bij droog weer krimpt deze zwam in tot een harde, hoornige massa, maar regenereert weer in vochtiger omstandigheden.

## Uiterlijk
Het gelatineuze, cilindrische vruchtlichaam van het geel hoorntje is tot 1,2 cm hoog. Onder gunstige omstandigheden is het glad en kleverig. Het heeft weinig of geen vertakkingen en onderscheidt zich onder andere hierin van het kleverig koraalzwammetje (Calocera viscosa). De kleur is dofgeel tot oranjegeel, vaak met bruinige punten.

## Ecologie
Het geel hoorntje komt voornamelijk voor op ontschorste, vermolmde takken en stammen van loofhout. Vruchtlichamen kunnen worden gevonden vanaf juni tot het begin van de winter (november).